# Pierre-Morains
Pierre-Morains är en kommun i departementet Marne i regionen Grand Est (tidigare regionen Champagne-Ardenne) i nordöstra Frankrike. Kommunen ligger i kantonen Vertus som tillhör arrondissementet Châlons-en-Champagne. År 2022 hade Pierre-Morains 92 invånare.

## Befolkningsutveckling
Antalet invånare i kommunen Pierre-Morains
| Referens: INSEE |